# Leònides (metge)
Leònides  (en llatí Leonidas, en grec antic Λεωνίδας) va ser un antic metge grec nadiu d'Alexandria que va pertànyer al grup anomenat dels episintètics.
Celi Aurelià el cita, i ell mateix esmenta a Galè pel que segurament devia viure al segle ii i probablement al segle iii. Les seves obres eren principalment sobre temàtica de cirurgia, i només en resten uns petits fragments conservats per Aeci i Paule Egineta, a partir dels quals es pot concloure que tenia molta habilitat pràctica.